# Arhopala paramuta
Arhopala paramuta är en fjärilsart som beskrevs av De Nicéville 1884. Arhopala paramuta ingår i släktet Arhopala och familjen juvelvingar. Inga underarter finns listade i Catalogue of Life.

## Bildgalleri

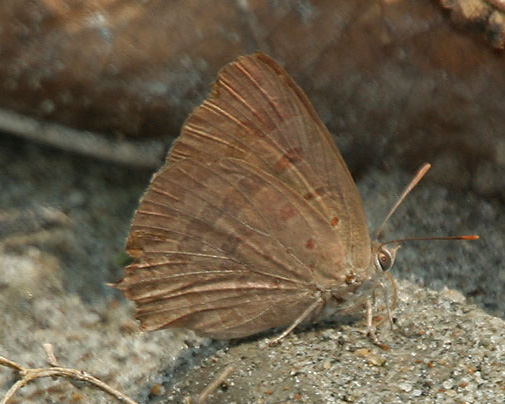